# Kaliště (kraj środkowoczeski)
Kaliště – wieś i gmina w Czechach, w powiecie Praga-Wschód, w kraju środkowoczeskim. Według danych z dnia 1 stycznia 2013 liczyła 198 mieszkańców.